# Razzie Awards 2018
La 39ª edizione dei Razzie Awards si è svolta il 23 febbraio 2019. Le candidature sono state annunciate il 20 gennaio 2019.

## Vincitori e candidati
Vengono di seguito indicati i candidati ed i vincitori in grassetto.

### Peggior film
- Holmes & Watson - 2 de menti al servizio della regina, regia di Etan Cohen
- Gotti - Il primo padrino (Gotti), regia di Kevin Connolly
- Pupazzi senza gloria (The Happytime Murders), regia di Brian Henson
- Robin Hood - L'origine della leggenda (Robin Hood), regia di Otto Bathurst
- La vedova Winchester (Winchester), regia di Michael e Peter Spierig

### Peggior attore
- Donald Trump - Death of a Nation: Can We Save America a Second Time? e Fahrenheit 11/9
- Johnny Depp (voce) - Sherlock Gnomes
- Will Ferrell - Holmes & Watson - 2 de menti al servizio della regina
- John Travolta - Gotti - Il primo padrino (Gotti)
- Bruce Willis - Il giustiziere della notte - Death Wish (Death Wish)

### Peggior attrice
- Melissa McCarthy - Pupazzi senza gloria (The Happytime Murders) e Life of the Party - Una mamma al college
- Jennifer Garner - Peppermint - L'angelo della vendetta (Peppermint)
- Amber Heard - London Fields
- Helen Mirren - La vedova Winchester (Winchester)
- Amanda Seyfried - The Clapper

### Peggior attore non protagonista
- John C. Reilly - Holmes & Watson - 2 de menti al servizio della regina
- Jamie Foxx - Robin Hood - L'origine della leggenda (Robin Hood)
- Ludacris (voce) - Show Dogs - Entriamo in scena (Show Dogs)
- Joel McHale - Pupazzi senza gloria (The Happytime Murders)
- Justice Smith - Jurassic World - Il regno distrutto (Jurassic World: Fallen Kingdom)

### Peggior attrice non protagonista
- Kellyanne Conway - Fahrenheit 11/9
- Marcia Gay Harden - Cinquanta sfumature di rosso (Fifty Shades Freed)
- Kelly Preston - Gotti - Il primo padrino (Gotti)
- Jaz Sinclair - Slender Man
- Melania Trump - Fahrenheit 11/9

### Peggior coppia
- Donald Trump e la sua costante meschinità in Death of a Nation: Can We Save America a Second Time? e Fahrenheit 11/9
- Due qualsiasi di attori o pupazzi (specialmente nelle spaventose scene di sesso)[3] in Pupazzi senza gloria (The Happytime Murders)
- Johnny Depp e la sua carriera in discesa (doppiare cartoni!)[3] in Sherlock Gnomes
- Will Ferrell e John C. Reilly (che rovinano due dei personaggi più amati della letteratura)[3] in Holmes & Watson - 2 de menti al servizio della regina
- Kelly Preston e John Travolta in Gotti - Il primo padrino (Gotti)

### Peggior prequel, remake, rip-off o sequel
- Holmes & Watson - 2 de menti al servizio della regina
- Death of a Nation: Can We Save America a Second Time?
- Il giustiziere della notte - Death Wish (Death Wish)
- Shark - Il primo squalo (The Meg)
- Robin Hood - L'origine della leggenda (Robin Hood)

### Peggior regista
- Etan Cohen - Holmes & Watson - 2 de menti al servizio della regina
- Kevin Connolly - Gotti - Il primo padrino (Gotti)
- James Foley - Cinquanta sfumature di rosso (Fifty Shades Freed)
- Brian Henson - Pupazzi senza gloria (The Happytime Murders)
- Michael e Peter Spierig - La vedova Winchester (Winchester)

### Peggior sceneggiatura
- Cinquanta sfumature di rosso (Fifty Shades Freed) - scritto da Niall Leonard, dal romanzo di E. L. James
- Death of a Nation: Can We Save America a Second Time? - scritto da Dinesh D'Souza e Bruce Schooley
- Gotti - Il primo padrino (Gotti) - scritto da Leo Rossi e Lem Dobbs
- Pupazzi senza gloria (The Happytime Murders) - scritto da Todd Berger, storia di Todd Berger e Dee Austin Robinson
- La vedova Winchester (Winchester) - scritto da Michael e Peter Spierig e Tom Vaughan

### Razzie Redeemer Award
- Melissa McCarthy per Copia originale (Can You Ever Forgive Me?)
- Tyler Perry per la sua prova nei panni di Colin Powell in Vice - L'uomo nell'ombra (Vice)
- Peter Farrelly per Green Book
- La saga sui Transformers per Bumblebee
- Sony Pictures Animation per Spider-Man - Un nuovo universo (Spider-Man: Into the Spider-Verse)

### Barry L. Bumsted Award
- Billionaire Boys Club per il peggior rapporto budget / incasso[4]